# Mihail Petrov
Mihail Petrov (* 1. Juni 2006) ist ein nordmazedonischer Leichtathlet, der sich auf den Sprint spezialisiert hat.

## Sportliche Laufbahn
Erste internationale Erfahrungen sammelte Mihail Petrov im Jahr 2023, als er bei der 3. Liga der Team-Europameisterschaft im Rahmen der Europaspiele in Chorzów in 41,75 s den fünften Platz mit der nordmazedonischen 4-mal-100-Meter-Staffel belegte und mit der Mixed-Staffel über 4-mal 400 Meter mit 3:40,64 min auf Rang vier im B-Lauf gelangte. Anschließend wurde er bei den Balkan-Meisterschaften in Kraljevo in 22,94 s Vierter im C-Lauf über 200 Meter, belegte mit der 4-mal-100-Meter-Staffel in 41,79 s den siebten Platz und gelangte mit der Männerstaffel über 4-mal 400 Meter mit 3:22,39 min auf Rang vier. Daraufhin belegte er bei den U18-Balkan-Meisterschaften in Sivas in 50,25 s den vierten Platz im B-Lauf über 400 Meter. Im Jahr darauf wurde er bei den U20-Balkan-Hallenmeisterschaften in Belgrad in 51,33 s Dritter im C-Lauf über 400 Meter und 2025 wurde er bei den U20-Balkan-Hallenmeisterschaften in Sofia in 51,05 s Dritter im E-Lauf. Ende Juni wurde er bei der 3. Liga der Team-Europameisterschaft in Maribor in 49,32 s Fünfter im B-Lauf über 400 Meter, belegte mit der 4-mal-100-Meter-Staffel in 40,89 s den zweiten Platz und gelangte mit der Mixed-Staffel auf den fünften Platz. Daraufhin erreichte er bei den U20-Balkan-Meisterschaften in Craiova mit 49,79 s den dritten Platz im C-Lauf über 400 Meter und wurde bei den Balkan-Meisterschaften in Volos in 49,74 s Sechster im C-Lauf. Zudem belegte er dort in 41,84 s den fünften Platz in der 4-mal-100-Meter-Staffel.
In den Jahren 2024 und 2025 wurde Petrov nordmazedonischer Meister im 400-Meter-Lauf.

## Persönliche Bestleistungen
- 400 Meter: 49,26 s, 7. Juni 2025 in Skopje
  - 400 Meter (Halle): 51,03 s, 17. Januar 2024 in Belgrad